# Гамогма-Пірвелі-Хорга
Гамогма-Пірвелі-Хорга (груз. გამოღმა პირველი ხორგა) — село в Грузії.
За даними перепису населення 2014 року в селі проживає 601 особи.